# Doctor mellifluus

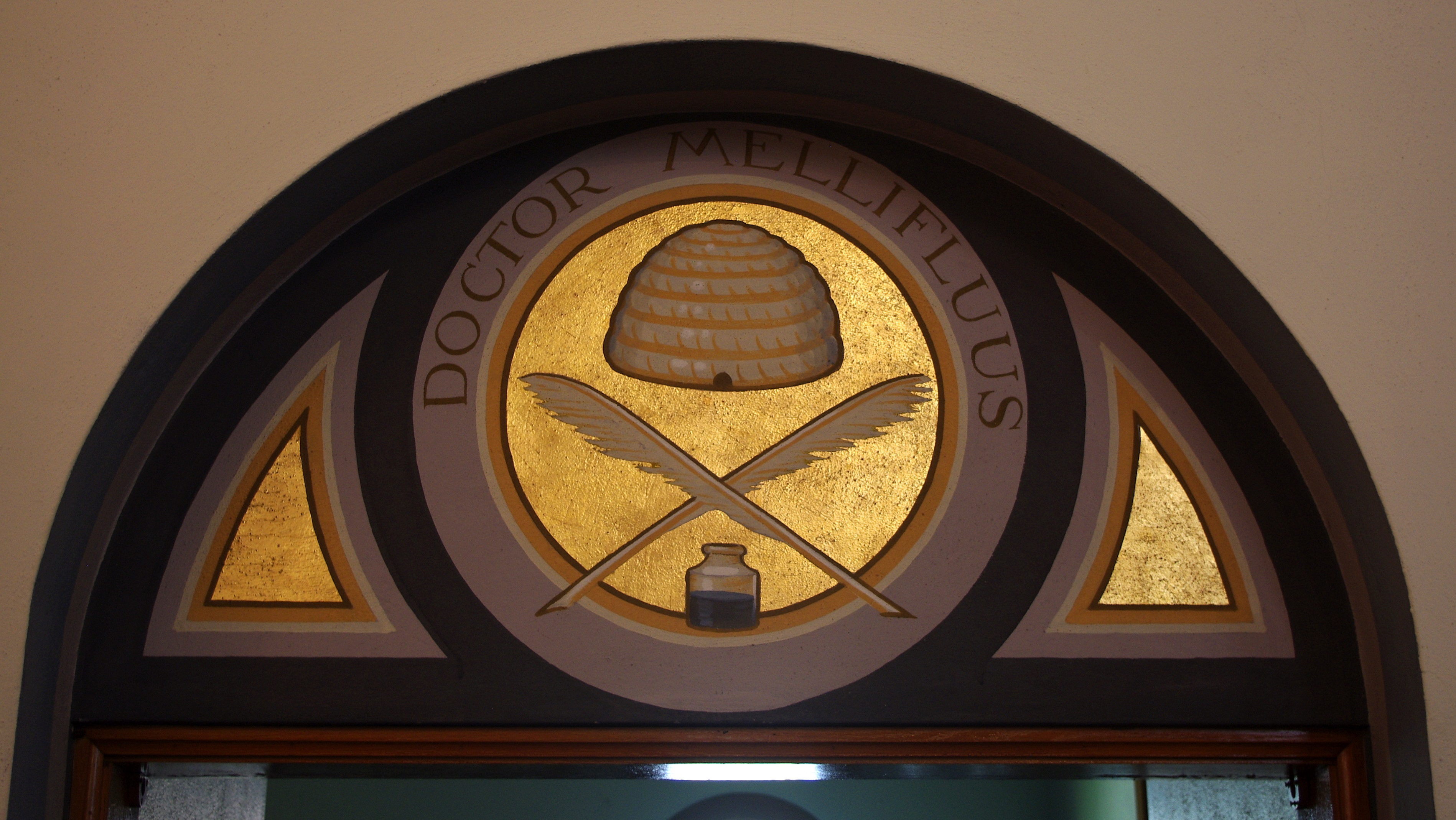
Mosaik über der Sakristeitür von St. Bernhard in Burketsville, Ohio. Das Mosaik zeigt als Attribute des Heiligen einen Bienenkorb über einem Tintenfaß mit zwei gekreuzten Schreibfedern, umgeben von der Inschrift Doctor mellifluus.

Mit der Enzyklika Doctor mellifluus vom 24. Mai 1953 ehrt Papst Pius XII. das Leben des heiligen Bernhard von Clairvaux anlässlich der 800. Wiederkehr seines Todestages.
Als Doctor mellifluus, den „honigfließenden Lehrer“, bezeichneten Zeitgenossen den hl. Bernhard wegen seiner herausragenden Begabung zur Predigt. Fünfmal lehnte Bernhard ein ihm angebotenes Bischofsamt ab. 1173 sprach Papst Alexander III. Bernhard von Clairvaux heilig, 1830 erhob ihn Papst Pius VIII. zum Kirchenlehrer.
In der Enzyklika beschreibt Papst Pius XII. den Stil Bernhards als lebendig, reich und eingängig und treffend. Er [der Stil] sei so gefällig, dass er anziehe, erbaue und  den Geist des Lesers auf die himmlischen Dinge richte. Er lade zur Frömmigkeit ein, ernähre und stärke sie, und zöge die Seele hin zum Guten, zu jenen Dingen, die nicht vergänglich, sondern wahr, sicher und ewig seien. Aus diesem Grunde habe die Kirche die Schriften des hl. Bernhard stets in hohen Ehren gehalten. Wie sich ein Adler danach sehne, seinen Blick auf die Sonne zu heften, so erhebe sich der hl. Bernhard in schnellem Fluge zum Gipfel der Wahrheit.